# Phreatia sororia
Phreatia sororia är en orkidéart som beskrevs av Rudolf Schlechter. Phreatia sororia ingår i släktet Phreatia och familjen orkidéer.

## Underarter
Arten delas in i följande underarter:
- P. s. kenejiana
- P. s. litoralis
- P. s. sororia